# Životopisy slavných Řeků a Římanů
Životopisy slavných Řeků a Římanů (Bioi paralléloi, tj. Paralelní životopisy) je nejvýznamnější dílo řeckého spisovatele, historika a filozofa Plútarcha (asi 46 – asi 127). Jde o dvacet dva dvojic tzv. paralelních životopisů slavných historických postav řecké a římské historie, ve kterých se odráží dějiny antického světa zhruba od 5. století př. n. l. do 1. století př. n. l..
Životopisy se prý Plútarchos jal sepisovat na popud svých přátel, ale brzy si tuto činnost velice oblíbil. Mohl totiž jejich prostřednictvím a ve smyslu svého politického přesvědčení o nezbytné historické součinnosti Řeků a Římanů ukázat rovnocenný podíl obou národů na budování antické společnosti. Plútarchovým záměrem bylo prostřednictvím životopisů slavných Řeků připomenout Římanům řecké prvenství v antické civilizaci, kdežto životopisy slavných Římanů měly přesvědčit řecké čtenáře o tom, že Římany nelze v žádném případě řadit mezi barbary.
Dílo obsahuje čtyřicet šest životopisů rozdělených do dvaceti dvou dvojic, protože jedna dvojice (Ágis a Kleomenés – bratři Gracchové) obsahuje životopisy čtyři). Životopisů bylo původně více, ale ne všechny se dochovaly. Tak se například ztratila dvojice, která byla napsána jako první – Epameinóndás a Scipio (pravděpodobně Africanus starší). Nedochovaly se rovněž životopisy římských císařů od Augusta po Vitellia. Jedná se o tyto dvojice:
- Théseus – Romulus
- Lykúrgos – Numa Pompilius
- Solón – Publicola
- Themistoklés – Camillus
- Aristeidés – Cato starší
- Kimón – Lucullus
- Periklés – Fabius Maximus
- Alkibiadés – Coriolanus
- Pelopidás – Marcellus
- Pyrrhos – Gaius Marius
- Eumenés – Sertorius
- Filopoimén – Titus Flamininus
- Timoleón – Aemilius Paulus
- Ágis a Kleomenés – bratři Gracchové (Tiberius Gracchus a Gaius Gracchus)
- Lýsandros – Sulla
- Agésiláos – Pompeius
- Níkiás – Crassus
- Démosthenés – Cicero
- Alexandr Veliký – Gaius Iulius Caesar
- Fókión – Cato mladší
- Dión – Marcus Iunius Brutus
- Démétrios – Marcus Antonius

Ve dvojicích jsou osobnosti porovnávány a jejich osud má být podle Plútarcha vzorem a poučením pro život. Plútarchos totiž nehledal jen společné rysy těchto osobností, ale především jejich morální kvality. Kromě těchto paralelních životopisů známe ještě čtyři samostatné (Aratův, Artaxerxův, Galby a Othona).
V životopisech jsou jasně rozeznatelné tři hlavní dějinné epochy – největší rozmach Athény v 5. století př. n. l. a vrchol i náhlý úpadek spartské moci na počátku století následujícího, počáteční období helénismu a dějiny posledního století římské republiky. Vcelku lze Plútarchovu životopisnou sbírku označit za důstojný památník slavné řecké a římské minulosti, neboť v ní nechybí (kromě Filipa II. Makedonského, ke kterému cítil Plútarchos silné antipatie) žádná z nejvýraznějších postav antické minulosti z období před začátkem našeho letopočtu.
Plútarchovy životopisy měly velký význam i v pozdějších obdobích, kdy z nich čerpali náměty pro své hry mnozí dramatici (například Corneille, Racine nebo William Shakespeare).

## Česká vydání
- Plutarchovy životopisy Thesea a Romula, E. Grégr, Praha 1865, překlad Alois Vaníček
- Plutarchovy životopisy Lykurga a Numy, E. Grégr, Praha 1870, překlad Alois Vaníček
- Plutarchovy Životopisy Perikla a Fabia Maxima, E. Grégr, Praha 1874, překlad Alois Vaníček
- Plutarchovy Životopisy Aristeida a Katona, Unie, Praha 1911, překlad Tomáš Hrubý,
- Alexandros a Caesar, Rudolf Škeřík, Praha 1933,
- Plutarchovy Životopisy, Melantrich, Praha 1940, překlad Jiřina Otáhalová-Popelová
- Čtyři životopisy, Rovnost, Brno 1948, překlad Ferdinand Stiebitz,
- Životopisy slavných Řeků a Římanů, Odeon, Praha 1967, překlad Antonín Hartmann
- Životopisy slavných Řeků a Římanů, Baset, Praha 2007, překlad Antonín Hartmann